# Tayshaneta madla
Espèce
Tayshaneta madla est une espèce d'araignées aranéomorphes de la famille des Leptonetidae.

## Distribution
Cette espèce est endémique du Texas aux États-Unis. Elle se rencontre dans la grotte Madla’s Cave dans le comté de Bexar.

## Description
Le mâle holotype mesure 1,21 mm et la femelle paratype 1,83 mm.

## Étymologie
Son nom d'espèce lui a été donné en référence au lieu de sa découverte, Madla’s Cave.

## Publication originale
- Ledford, Paquin, Cokendolpher, Campbell & Griswold, 2012 : Systematics, conservation and morphology of the spider genus Tayshaneta (Araneae, Leptonetidae) in central Texas caves. ZooKeys, no 167, p. 1-102 (texte intégral).